# Dálnice 71 (Izrael)
Dálnice 71, přesněji spíš Silnice 71 (hebrejsky: 71 כביש, Kviš 71) je silniční spojení nikoliv dálničního typu (chybí vícečetné jízdní pruhy i mimoúrovňové křižovatky) v severním Izraeli, o délce 35 kilometrů.

## Trasa silnice
Začíná v centru města Afula v Jizre'elském údolí. Vede pak intenzivně zemědělsky využívanou krajinou směrem k jihovýchodu do Charodského údolí, ležícího na úpatí severních svahů pohoří Gilboa. Po severní straně míjí silnice město Bejt Še'an a vstupuje do údolí řeky Jordán. Končí u silničního hraničního přechodu Jordán, který spojuje Izrael a Jordánsko.